# سيرغي بايكوفسكي
سيرغي بايكوفسكي (بالروسية: Быковский, Сергей Сергеевич)‏ (مواليد 30 مايو 1972) هو ملاكم بيلاروسي، مثّل بلاده في الألعاب الأولمبية الصيفية في دورتي 1996 و2000.

## روابط خارجية
سيرغي بايكوفسكي على موقع أوليمبيديا (الإنجليزية)